# Никитянка
Никитянка — село в Никольском районе Пензенской области России. Входит в состав Нижнешкафтинского сельсовета.

## География
Село находится в северо-восточной части Пензенской области, в подзоне северной лесостепи, в пределах западного склона Приволжской возвышенности, на правом берегу реки Суры, на расстоянии примерно 37 километров (по прямой) к западу-юго-западу от города Никольска, административного центра района. Абсолютная высота — 141 метр над уровнем моря.

### Климат
Климат характеризуется как умеренно континентальный, с холодной зимой и умеренно жарким летом. Средняя температура воздуха самого холодного месяца (января) составляет −13,3 °C (абсолютный минимум — −34 °C); самого тёплого месяца (июля) — 19,2 °C (абсолютный максимум — 39 °С). Безморозный период длится 126 дней. Годовое количество атмосферных осадков — 527 мм, из которых большая часть выпадает в период с апреля по октябрь. Устойчивый снежный покров образуется в конце ноября и держится в среднем 149 дней.

## Население
| 1782 | 1864 | 1911 | 1926 | 1930 | 1939 | 1959 |
| ---- | ---- | ---- | ---- | ---- | ---- | ---- |
| 47   | ↗106 | ↗185 | ↗257 | ↗288 | ↘235 | ↗264 |
| 1979 | 1989 | 1996 | 2002 | 2010 |      |      |
| ↘80  | ↘37  | ↘22  | ↘13  | ↘1   |      |      |

### Национальный состав
Согласно результатам переписи 2002 года, в национальной структуре населения русские составляли 100 % из 13 чел.